# MS Marple
Die MS Marple ist ein Ausflugsschiff in Berlin mit Liegeplatz in Rummelsburg. Das Präfix MS, von englisch Ms., gehört ausnahmsweise zum Schiffsnamen, in Anspielung auf Miss Marple.

## Geschichte
Karl Bade, ansässig am Werbellinsee, betrieb Schlepp- und Personenschifffahrt. Im Jahr 1931 hatte er auf dem Werbellinsee sechs Fahrgastschiffe im Einsatz, die damals noch Werbellinsee, Spring, Eichhorst, Altenhof, Schorfheide und Erna hießen. Die Eichhorst, damals für die Beförderung von 90 Personen zugelassen, war das drittgrößte Schiff der Flotte. Wenig später benannte Bade alle seine Schiffe in Bade I bis Bade V um; eines der kleineren Schiffe hatte er offenbar abgeschafft, dafür sollte ein großer Neubau die Bade VI werden. Auf Wunsch Hermann Görings wurde die spätere Altwarp aber Reichsforstmeister Göring genannt.
Bei der Umbenennungsaktion war aus der früheren Eichhorst die Bade III geworden. Im Jahr 1935 durften mit diesem Schiff 100 Personen befördert werden. Laut Kurt Groggert wurde aus der Bade III später die Einheit und dann die Stralau. Das Schiff sei, so Groggert, 1954 aus Schwerin nach Berlin gekommen, 1975 abgestellt und 1978 verschrottet worden.
Dass die Bade III sich zeitweise in Schwerin befand, ist auch in einem Beitrag von Jens-Uwe Rost auf Facebook zu lesen, der für das Stadtarchiv Schwerin zu schreiben scheint. In Verbindung mit einem Bild, das das Schiff angeblich auf dem Schweriner See zeigt, erzählt er: „1930. In Schwerin nimmt das in Berlin gebaute Fahrgastschiff „BADE III“ seinen Dienst auf. Täglich schippert der Kahn bis Hohen Viecheln und retour. Aus welchen Gründen auch immer werden Boot und Skipper Karl Christian Bade 1949 an die Ostsee verlegt, wo Bade den Pott zwischen Wismar und Poel auf Linie bringt. 1951 nimmt er statt Steuer- lieber Backbord, um sich einen neuen Heimathafen in Lübeck zu suchen. Republikflucht mit extravagantem Fluchtgerät. Schade, dass wir nicht wissen, was aus beiden geworden ist.“ Hier stimmt einiges nicht. Karl Christian Bade verließ zwar die DDR tatsächlich mit einem der Badeschen Fahrgastschiffe, aber dabei handelte es sich nicht um die Bade III, sondern um die Bade II.
Der Website der aktuellen Betreiber des Schiffes sind (Stand: März 2022) keine Einzelheiten über seine Geschichte zu entnehmen, aber immerhin ist dort das Baujahr 1930 erwähnt – und die Tatsache, dass das Schiff mit einem Motor der Abgasnorm Euro 6 fährt und im Jahr 2010 restauriert wurde. Im Binnenschifferforum ist zu lesen, dass die MS Marple einst auf der Exquisitwerft in Wildau gebaut und 1958 bei Meißner in Dolgenbrodt umgebaut wurde. Uwe Giesler hat in seiner Schiffsdatenbank zahlreiche Details vermerkt. Laut Giesler besaß die Eichhorst bzw. Bade III einst einen 50-PS-Dieselmotor und schon 1930 eine Zulassung für die Beförderung von 100 Personen. Sie war ursprünglich laut dieser Quelle nur 14,85 Meter lang. Ab 1945 sei das Schiff in Malchow im Einsatz gewesen und habe Karl Christian Bade gehört, vorher Karl Bade. Nach Schwerin sei die Bade III 1947 gekommen. Für die Zeit ab 1951 gibt Giesler als Besitzer die DSU-Personenschiffahrt an, für 1952 den Namenswechsel zu Einheit. 1957, nach Umbau und Verlängerung auf 19,3 Meter, gehörte das Schiff laut Giesler zum VEB Weisse Flotte in Berlin und fuhr mit einem 42-PS-Dieselmotor. Die maximale Fahrgastanzahl war auf 59 reduziert worden. 1970 bekam das Schiff den Namen Stralau, hatte einen 96-PS-Motor (3 NVD 18) und durfte wieder 80 Personen befördern. Ab 1976 war das Schiff laut Giesler nicht mehr im DSRK-Register erfasst, fuhr aber noch bis Juni 1978 als Werkstattschiff und Baustellenzubringer. Seit 1978 habe das Hilfsschiff als abgewrackt gegolten, sei aber 2007 als privates Sportfahrzeug mit dem Namen Wie Du wieder registriert worden. Was zwischen den Jahren 1978 und 2007 mit dem Fahrzeug geschehen sei, sei nicht bekannt. Die Wie Du sei mit einem Roman-Diesel motorisiert gewesen. In den Jahren 2008–2010 wurde die MS Marple vom Architekturbüro Archibaldbüro komplett saniert und neu aufgebaut, nach dem Vorbild eines Salonschiffs aus den 1930er Jahren. Anfang 2023 wurde das Schiff von der Reederei Patrick Muller übernommen, unter dessen Flagge es heute in Berlin und Brandenburg fährt und gemietet werden kann.